# 龙冈亲义公所
龙冈亲义公所（英語：Lung Kong Tin Yee Association\Loong Kong Tien Yee Association），是由刘、关、张、赵四姓联合组建的美国宗族组织，又称四姓堂、四兄弟（英語：Four Brothers）。公所起源于广东江门市开平水口镇的龙冈古庙，当时刘、关、张、赵四姓为争夺四邑土地在开平、台山、新会交界的“龙冈”联手建庙供奉桃园结义的蜀汉先祖。随着清末四邑开始移民美国，来到美国的四姓宗亲于1875年在旧金山建立龙冈古庙、1910年建立亲义公所大楼，公所也开始扩散到美洲、澳洲各地。1949年美洲的各公所组建了美洲龍岡公所，而全球性质的世界龍岡親義總會则在1960年开始在香港筹建，1963年正式成立。